# Spodnji Hotič
Spodnji Hotič – wieś w Słowenii, w gminie Litija. W 2018 roku liczyła 284 mieszkańców.